# 43M Zrínyi II
Zrinyi II bylo maďarské samohybné dělo z období druhé světové války, založené na modifikovaném podvozku tanku Turán. První prototyp stroje byl vyroben na samém konci roku 1942, sériová výroba ve společností Manfred Weiss probíhala v letech 1943–1944, celkem bylo vyprodukováno 66 kusů. Několik z nich se nacházelo na konci války na území Československa. Tyto stroje získala poválečná Československá armáda, která je měla stejně jako ostatní kořistní stroje nějakou dobu ve své výzbroji.